# Якір (геральдика)
Якір — негеральдична фігура в геральдиці. Він є часто вибираною гербовою фігурою.

## Символіка та історія
За словами Ральфа фон Ретберга, якір є «символом човнярів, моряків і надії взагалі» (1884). Тлумачення якоря як символу надії використовують і пізніші автори, коли намагаються пояснити мотив якоря на кінських попонах тих учасників турніру, які з'являються в рукописах турнірних книг. У лексиконі символів Кнаура якір символізує не лише надію, але перш за все довіру, упевненість (як із середземноморської давнини), так і християнську віру та спокуту, остання символізація походить від часів переслідуваних ранніх християн, які використовували мотив якоря., тому що якір являє собою хрест через свою поперечну балку, так зване губчасте дерево, яке лише маскується як таке за допомогою сосальщиків на нижньому кінці якоря. Якір використовується «як атрибут святих (Климента Римського, Миколая — покровителя моряків — Плацида, Івана Непомуцького та ін.) (…), а також у геральдичному мистецтві, де він особливо виділяє порт. міста (…)». Якір, як такий, що походить із середземноморського судноплавства, змодельований на основі реального пристрою в геральдиці та парагеральдиці.

## Опис
Зображення стилізоване. Кольори не обмежені. Використовується з двома лапами. На вершині древка прив'язане кільце (хомут), через яке можна протягнути або ланцюг, або міцну мотузку. Якщо під кільцем відсутня губчаста деревина (хрестовина / палиця (металева хрестовина)), про це необхідно повідомити, як і про всі інші відхилення (тобто чітко зазначено в описі), як й інше кільце навпроти на хрестику між анкерним валом і якірні рамки з трематодами, як на гербіГайде в Гольштейні. Зазвичай зустрічається на гербах портових міст. Його часто позначають як опущений, коли дуга вказує вниз. Якщо якір перевернутий, слід повідомити, що він впав. Кілька якорів також можуть бути розташовані на гербі у вигляді трилкутника.
Примітка: хрест моліна не зроблений з якоря, він має лише зубці на кінцях поперечних рамен.

Якір на гербі Інгерсхайма (Баден-Вюртемберг)
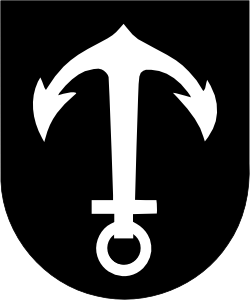
Біргелен (Північний Рейн-Вестфалія, шляхетський рід Лейкамів)
Бжеґ (Польща)
Якір як символ мореплавної традиції - Брунсбюттель (Шлезвіг-Гольштейн)
Дюссельдорф (Північний Рейн-Вестфалія)
Гайде (Гольштейн)
Гоге (Німеччина): «У синьому полі перекинутий золотий якір на срібній мотузці, яка обмотана навколо зверху донизу».
Іббенбюрен (Північний Рейн-Вестфалія)
Іффецгайм (Баден-Вюртемберг)
Ігарка (Сибір)
Людвігсгафен-на-Рейні (Рейнланд-Пфальц)
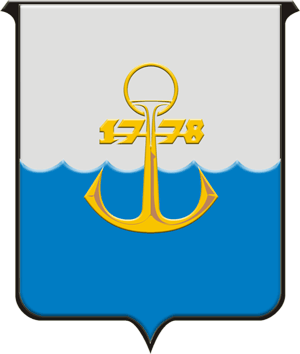
Маріуполь (Україна)
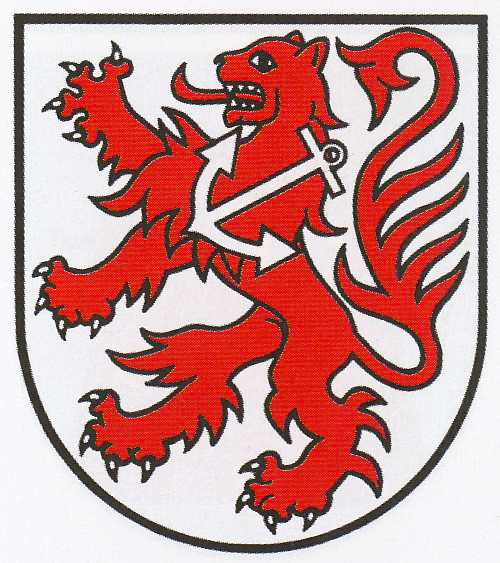
Брауншвейг (Нижня Саксонія)
Есб'єрг (Ютландія, Данія)
Меркендорф (Баварія)
Раудерфен (Нижня Саксонія)
Якір як атрибут святого Клеменса, покровителяЗолінгена (Північний Рейн-Вестфалія)
Схрещенийі перекинутий якір і кішка - Санкт-Петербург
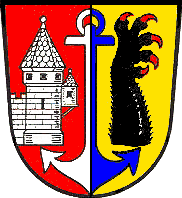
Штольценау (Нижня Саксонія)
Верт-ам-Райн (Рейнланд-Пфальц)
Інкерман (Україна)
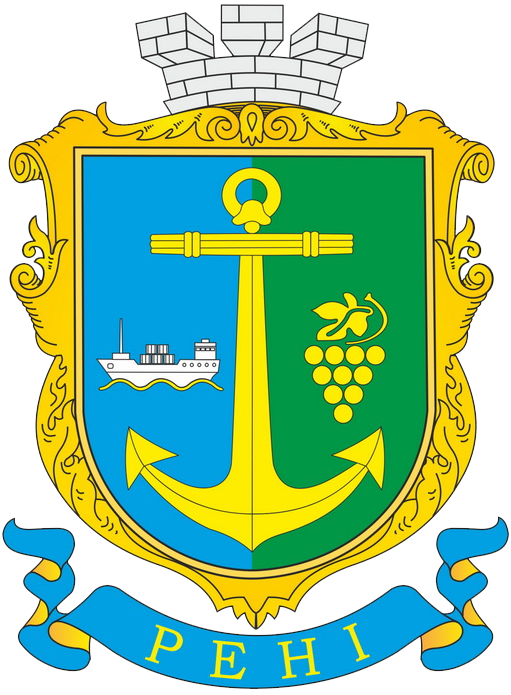
Рені (Україна)
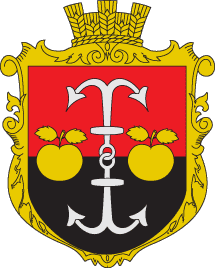
Трудолюб (Україна)
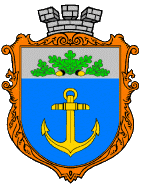
Дубровиця (Україна)